# Christian Gottfried Daniel Nees von Esenbeck

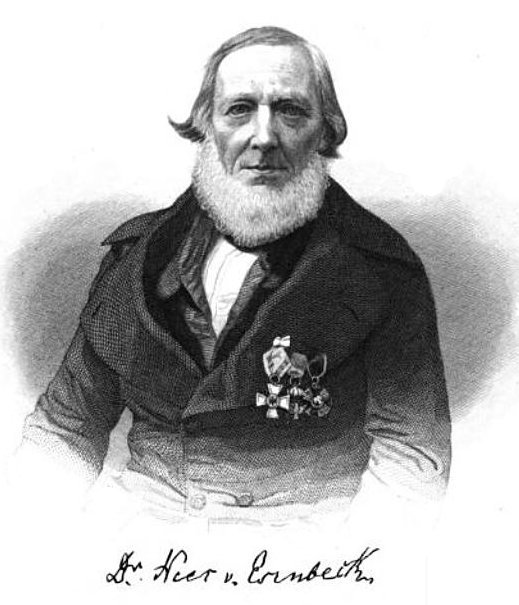
Christian Gottfried Daniel Nees von Esenbeck (1855).

Christian Gottfried Daniel Nees von Esenbeck, auch lateinisch Christianus Godofredus Nees ab Esenbeck, (* 14. Februar 1776 auf Schloss Reichenberg bei Reichelsheim im Odenwald; † 16. März 1858 in Breslau) war ein deutscher Mediziner, Arzt, Botaniker, Embryologe, Naturforscher, „Mesmerist“ und Naturphilosoph sowie Schriftsteller, Politiker und Abgeordneter. Sein offizielles botanisches Autorenkürzel lautet „Nees“.

## Leben

### Herkunft
Christian Gottfried Daniel Nees war der Sohn des gräflichen Rentmeisters Johann Conrad Nees und dessen Ehefrau Katharina Friederika Dorothea Esenbeck. Der Botaniker Theodor Friedrich Ludwig Nees von Esenbeck war sein Bruder.

### Familie
Am 19. August 1802 heiratete er in Sickershausen Wilhelmine Luise Katharina von Ditfurth (1773–1803). Nach der Hochzeit zog sich das Ehepaar auf das Gut der Ehefrau in Sickershausen zurück und er widmete sich ganz seinen Forschungen. Am 22. September 1803 starb seine Ehefrau, und seitdem ergänzte Christian Gottfried Daniel seinen Familiennamen „Nees“ zu „Nees von Esenbeck“.
Nach einer kurzen Trauerzeit heiratete Nees am 5. März 1804 Elisabetha Jakobina von Mettingh (1783–1857). Das Ehepaar hatte drei Töchter und zwei Söhne:
- Friedrich (1806–1895), Lehrer in Hamm, Pfarrer in Boppard
- Maria Carolina Friederike Clara (* 1807)
- Karl Heinrich August Theodor (* 1809), von 1853 bis 1880 Inspekteur des Botanischen Gartens Breslau
- Emilie Elisabetha Franziska (* 1816) ⚭ Christian Cron (1813–1892), Gymnasialprofessor für klassische Philologie in Augsburg
- Julia (1819–1887) ⚭ Siegfried Pfaff, Dr. phil., Gymnasialprofessor in Erlangen, Eltern von Hermann von Pfaff

Anfang 1830 verließ Christian Gottfried Daniel Nees seine Familie und ließ sich mit Marie Hüllmann, der Ehefrau seines Kollegen Dietrich Hüllmann, in Breslau nieder. Am 10. Oktober desselben Jahres wurde er von seiner Ehefrau rechtskräftig geschieden. Drei Jahre später heiratete er 1833 in Breslau Marie Hüllmann. Nach sechsjähriger Ehe verließ Nees auch diese Ehefrau (keine Scheidung) und lebte von 1839 bis an sein Lebensende mit seiner Köchin Christiane Kambach zusammen. Mit ihr hatte er einen Sohn und drei Töchter.

### Wirken als Naturwissenschaftler
Nach seinem ersten Unterricht durch Hauslehrer besuchte Nees das Gymnasium in Darmstadt. In den Jahren 1795 bis 1799 studierte er an der Universität Jena Philosophie und Medizin. Seine Lehrer waren die Professoren August Batsch, Justus Christian von Loder und Christoph Wilhelm Hufeland.
Nachdem Christian Gottfried Daniel Nees 1800 an der Universität Gießen mit einer medizinischen Dissertation promoviert worden war, ging er zurück in den Odenwald und praktizierte in Erbach am Hof des Grafen Franz. I. von Erbach. Zwei Jahre später ließ er sich in Sickershausen bei Kitzingen/Main nieder.
Im Jahr 1815 war er Mitbegründer und Direktor der von Christian Friedrich Hornschuch initiierten Gesellschaft correspondirender Botaniker. Mit Wirkung vom 3. Mai 1816 wurde Christian Gottfried Daniel Nees unter der Matrikel-Nr. 1054 mit dem akademischen Beinamen Aristoteles III als ordentliches Mitglied in die Leopoldina aufgenommen. In diesen Jahren korrespondierte er häufig mit dem Entomologen Friedrich Klug und sein Haus wurde zum Treffpunkt gleichgesinnter Wissenschaftler, wie Joseph Eduard d’Alton, Ignaz Döllinger, Georg August Goldfuß, Christian Friedrich Hornschuch, Dietrich Georg Kieser und Elias von Siebold.
Neben allgemeinen Treffen und Diskussionen wurde auf Gut Sickershausen auch wissenschaftlich gearbeitet. Christian Heinrich Pander und Karl Ernst von Baer führten hier ihre Untersuchungen am Hühnerembryo durch. Lorenz Oken (1779–1851) nutzte die Abgeschiedenheit des Landlebens und verfasste hier einige Schriften.
Nees verfasste zu zwei Oken’schen Frühwerken Die Zeugung und Abriß des Systems der Biologie in der Jenaische Allgemeine Literaturzeitung im Jahre 1806 und 1808 jeweils zwei Rezensionen.
Aus wirtschaftlichen Gründen nahm Nees 1817 eine Anstellung als Dozent für Botanik an der Universität Erlangen an und wurde 1818 als Professor für Naturgeschichte und Botanik an die Universität Bonn berufen. Am 8. August 1818 wählte ihn die Deutsche Akademie der Naturforscher Leopoldina als Nachfolger von Friedrich von Wendt zu ihrem neuen Präsidenten. Die Bayerische Akademie der Wissenschaften ernannte ihn 1835 zum auswärtigen Mitglied der Mathematisch-physikalischen Klasse. Seit 1827 war er korrespondierendes Mitglied der Russischen Akademie der Wissenschaften.
In Bonn wurde er – ohne in diesem Fach eine Dissertation verfasst zu haben – Ende 1818 zum Dr. phil. promoviert. Dort leitete er ab März 1819 zusammen mit seinem Bruder Theodor Friedrich Ludwig Nees von Esenbeck den Neuaufbau des Botanischen Gartens. Dieses Amt hatte er bis 1830 inne; es war nach eigener Aussage ein wohltuender Zeitvertreib. 1819 traf Nees in Weimar auf Johann Wolfgang von Goethe. Seit langem begeisterte er sich für dessen Metamorphosen. In einem Brief vom 5. April 1823 teilt er Goethe mit, dass zu seinen Ehren nun eine Pflanzenart nach ihm benannt wurde: Goethea semperflorens und Goethea cauliflora. Die Samen dieses Malvengewächses erhielt Nees von Maximilian Prinz zu Wied, der sie aus Brasilien an den Rhein brachte.
Nach der Trennung von seiner Frau ging Nees von Esenbeck 1830 nach Breslau, wo man ihn mit der Leitung des Botanischen Gartens betraute. Diese schnelle, unbürokratische Versetzung wurde nur durch den Tausch der Arbeitsplätze mit Ludolph Christian Treviranus möglich.
Besonderes Verdienst hatte er sich auch um die Systematik der Kryptogamen erworben, er forschte auf zoologischem Gebiet und war einer der Hauptvertreter der Naturphilosophie seiner Zeit.

### Politisches Engagement
Christian Gottfried Daniel Nees war politisch aktiv. Spätestens seit 1840 stand er dem politischen Vormärz nahe. 1845 schloss er sich der deutschkatholischen Bewegung an und war 1848 maßgeblich an der Gründung des Arbeitervereins in Breslau beteiligt. Im Mai 1848 wurden Nees von Esenbeck, Julius Stein und Julius Brill als Abgeordnete von Breslau in die Preußische Nationalversammlung gewählt. Dort gehörte er zur linken Fraktion, deren Politik er mitprägte. Am 23. August 1848 fungierte er als Präsident des Berliner Arbeiterkongresses.
Auch an der Arbeiter-Verbrüderung hatte Nees seinen Anteil. Aufgrund dieser Tätigkeit wurde er im Januar 1849 „ob gefährlicher sozialer Bestrebungen“ aus Berlin ausgewiesen. In Breslau wurde er ständig polizeilich überwacht und wegen seiner „sozialpolitischen“ Vorlesungen, die er im Frühjahr 1849 hielt, mit Wirkung vom 31. Januar 1851 suspendiert und sein Gehalt um 50 % gekürzt. Am 13. März 1852 endete ein Disziplinarverfahren mit seiner Entlassung und vollständigen Streichung seiner Pension.
Seine wirtschaftliche Situation verschlechterte sich zunehmend und er war gezwungen, seine Privatbibliothek und seine Herbarien zu verkaufen. Teilweise verpfändete er auch die Bibliothek der Leopoldina. Seiner Reputation schadete seine politische Einstellung nicht; er blieb weit über seinen Tod hinaus ein hoch geachteter Wissenschaftler.

## Ehrungen
Ihm zu Ehren wurden die Pflanzengattungen
- Indoneesiella Sreem. aus der Familie der Akanthusgewächse (Acanthaceae)
- Neesiochloa Pilg.  aus der Familie der Süßgräser (Poaceae)
- Neesenbeckia Levyns aus der Familie der Sauergrasgewächse (Cyperaceae)
- Neesioscyphus Grolle aus der Abteilung der Lebermoose
- Myconeesia Kirschst. aus der Abteilung der Schlauchpilze (Ascomycota)

benannt.
Auch das Nees-Institut für Biodiversität der Pflanzen Universität Bonn trägt seinen Namen.

## Werke (Auswahl)
- Die Algen des süßen Wassers nach ihren Entwicklungsstufen dargestellt. C. F. Kunz, Bamberg 1814, S. 47 (Digitalisat).
- Das System der Pilze und Schwämme. Ein Versuch. 2 Bände (Würzburg 1816–1817)
- Meinen ersten Zuhörern am 4. May 1818. (Als Handschrift gedruckt) Würzburg 1818
- Elenchus Plantarum Horti Botanici Bonnensis (zusammen mit T. F. L. Nees von Esenbeck) (1820) Digitalisat
- Vorlesungen zur Entwickelungsgeschichte des magnetischen Schlafs und Traums. (Bonn 1820)
- Handbuch der Botanik. Schrag, Nürnberg 1820/1821 (Band 1–2) Digitalisat d. Universitäts- und Landesbibliothek Düsseldorf ( ff. (ULBD)
- De Cinnamomo disputatio (mit T. F. L. Nees von Esenbeck, 1823)
- Plantarum, in Horto medico Bonnensi nutritarum, Icones selectae. Bonnae 1824 Digitalisat (ULBD)
- Bryologia germanica (mit Hornschuch und Sturm, 1823–1831, 2 Bände mit 43 Tafeln)
- Die deutschen Brombeersträuche (mit Weihe) Schönian, Elberfeld 1827 Digitalisat (ULBD)
- Agrostologia brasiliensis (1829)
- Genera et species Asterearum (1833)
- Naturgeschichte der europäischen Lebermoose mit Erinnerungen aus dem Riesengebirge (Berlin 1833–1838, 4 Bände)
- Hymenopterorum Ichneumonibus affinium monographiae, genera Europaea et species illustrantes (1834, 2 Bände)
- Systema Laurinarum (1836)
- Florae Africae australioris illustrationes monographicae. I. Gramineae (1841)
- mit Karl Moritz Gottsche, Johann Bernhard Wilhelm Lindenberg Synopsis Hepaticarum, Hamburg, 5 Teile, 1844–1847
- Das System der speculativen Philosophie, Band 1: Naturphilosophie (Glogau 1841)
- Synopsis Hepaticarum (mit Carl Moritz Gottsche und Johann Lindenberg, 1844)
- Die Allgemeine Formenlehre der Natur als Vorschule der Naturgeschichte (1852)
- Das Leben in der Religion (Rastenburg 1853).